# Siebenrockiella crassicollis
Siebenrockiella crassicollis là một loài rùa trong họ Emydidae. Loài này được Gray mô tả khoa học đầu tiên năm 1831.

## Hình ảnh

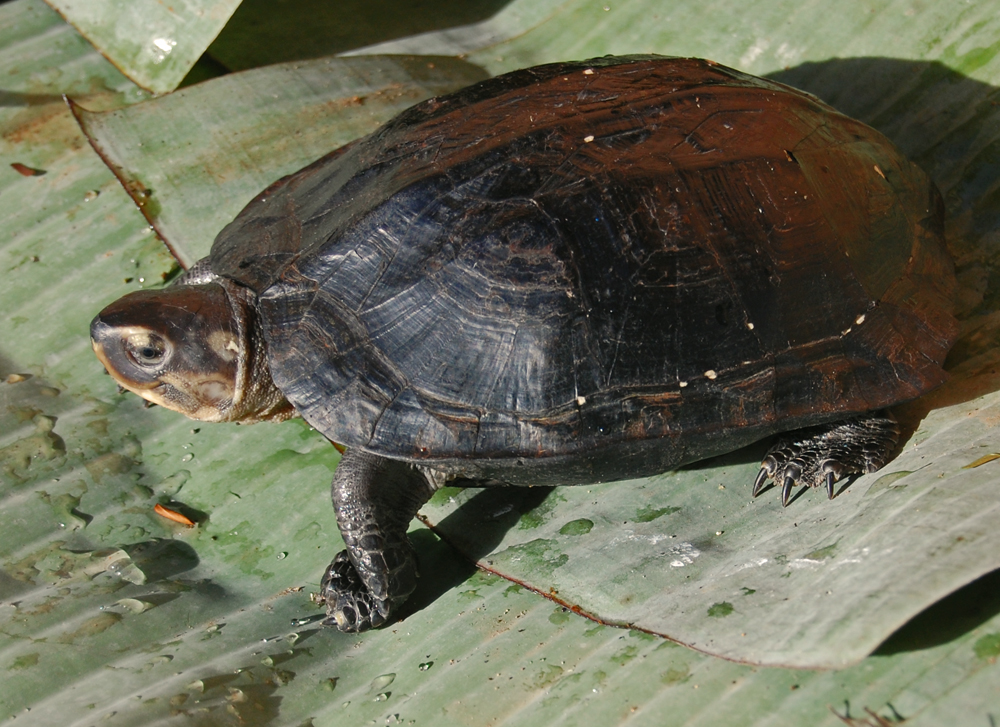
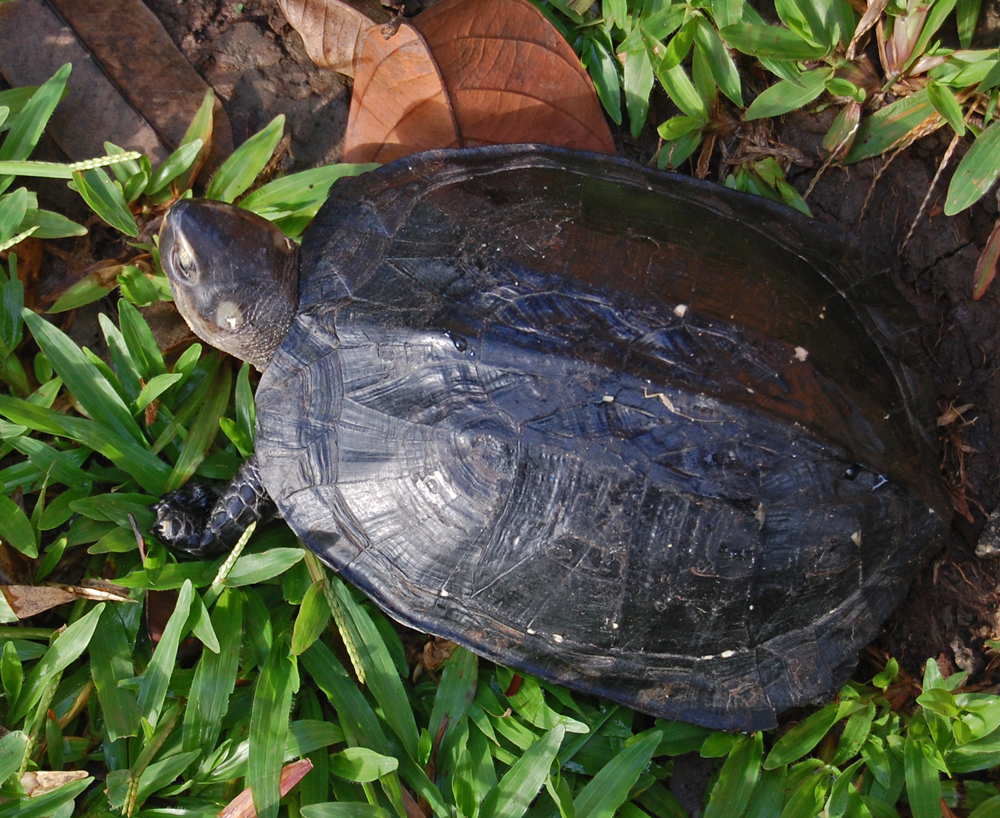
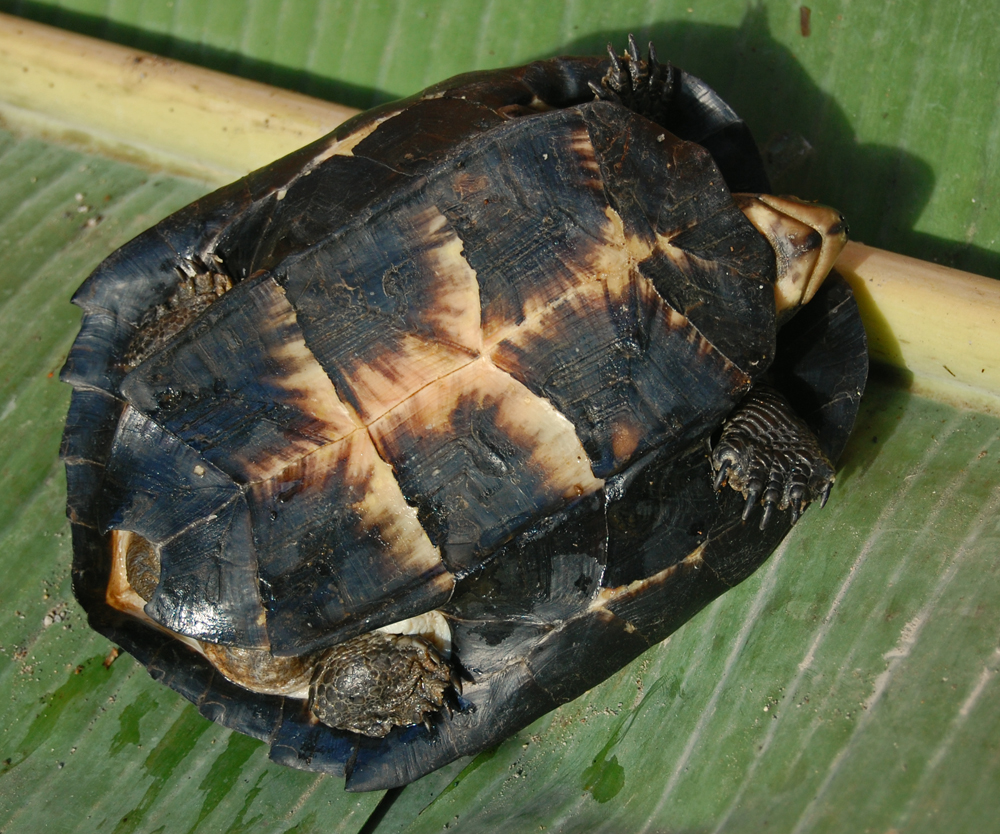